# Зорауэр, Пауль
Пауль Зорауэр (нем. Paul Sorauer; 9 июня 1839, Бреславль — 9 января 1916, Берлин) — ботаник, специалист по болезням растений.
Изучал садоводство и ботанику сначала в Бреславле, потом в Берлине и других городах. С 1871 Зорауер заведовал ботанической опытной станцией (Versuchsstation) при Помологическом институте в Прушкуве, посвящённой садоводству. Им составлен обширный трактат о болезнях растений: «Handbuch der Pflanzenkrankheiten» (2-е изд. 1887; к нему «Atlas», выпусками с 1887). С 1891 года издавал журнал: «Zeitschrift für Pflanzenkrankheiten».